# Paramonova hamata
Paramonova hamata är en tvåvingeart som beskrevs av Kelsey 1980. Paramonova hamata ingår i släktet Paramonova och familjen fönsterflugor. Inga underarter finns listade i Catalogue of Life.